# 20 سبتمبر
- السبت
- الأحد
- الاثنين
- الثلاثاء
- الأربعاء
- الخميس
- الجمعة

- 307 ربيع الأول 1447  هـ
- 318 ربيع الأول 1447  هـ
- 19 ربيع الأول 1447  هـ
- 210 ربيع الأول 1447  هـ
- 311 ربيع الأول 1447  هـ
- 412 ربيع الأول 1447  هـ
- 513 ربيع الأول 1447  هـ
- 614 ربيع الأول 1447  هـ
- 715 ربيع الأول 1447  هـ
- 816 ربيع الأول 1447  هـ
- 917 ربيع الأول 1447  هـ
- 1018 ربيع الأول 1447  هـ
- 1119 ربيع الأول 1447  هـ
- 1220 ربيع الأول 1447  هـ
- 1321 ربيع الأول 1447  هـ
- 1422 ربيع الأول 1447  هـ
- 1523 ربيع الأول 1447  هـ
- 1624 ربيع الأول 1447  هـ
- 1725 ربيع الأول 1447  هـ
- 1826 ربيع الأول 1447  هـ
- 1927 ربيع الأول 1447  هـ
- 2028 ربيع الأول 1447  هـ
- 2129 ربيع الأول 1447  هـ
- 2230 ربيع الأول 1447  هـ
- 231 ربيع الآخر 1447  هـ
- 242 ربيع الآخر 1447  هـ
- 253 ربيع الآخر 1447  هـ
- 264 ربيع الآخر 1447  هـ
- 275 ربيع الآخر 1447  هـ
- 286 ربيع الآخر 1447  هـ
- 297 ربيع الآخر 1447  هـ
- 308 ربيع الآخر 1447  هـ
- 19 ربيع الآخر 1447  هـ
- 210 ربيع الآخر 1447  هـ
- 311 ربيع الآخر 1447  هـ

20 سبتمبر أو 20 أيلول أو يوم 20 \ 9 (اليوم العشرون من الشهر التاسع) هو اليوم الثالث والستون بعد المئتين (263) من السنوات البسيطة، أو اليوم الرابع والستون بعد المئتين (264) من السنوات الكبيسة وفقًا للتقويم الميلادي الغربي (الغريغوري). يبقى بعده 102 يوما لانتهاء السنة.

## أحداث
- 1187 - صلاح الدين الأيوبي يبدأ في حصار القدس.
- 1519 - وصول المستكشف فرناندو ماجلان إلى مدينة شلوقة مع 270 من رجاله في رحلته حول العالم.
- 1637 - التوقيع على معاهدة بين سلطان المغرب محمد الشيخ الصغير وتشارلز الأول ملك إنجلترا.
- 1792 -
  - بدء محاكمة ملك فرنسا لويس السادس عشر بتهمة الخيانة العظمى.
  - وقوع معركة فالمي بين القوات الفرنسية وقوات التحالف الأوروبي أثناء الثورة الفرنسية.
- 1870 - القوات الإيطالية تدخل العاصمة روما.
- 1932 - مهاتما غاندي يبدأ إضراباً عن الطعام في «سجن بوما» وذلك احتجاجًا على قانون الانتخاب الذي أعدته الحكومة البريطانية ومنع الطبقة الفقيرة من المشاركة في الانتخابات.
- 1944 - الاستحواذ على جسر وال في عملية ماركت جاردن العسكرية أثناء الحرب العالمية الثانية.
- 1946 -افتتاح أول دورة لمهرجان كان السينمائي الذي أجل بسبب الحرب العالمية الثانية حيث كان الافتتاح مبرمجاً بين 1 سبتمبر و20 سبتمبر من عام 1939.
- 1959 - إعدام عبد الوهاب الشواف ورفعت الحاج سري مع أصحابهم بعد فشل محاولتهم للإطاحة بعبد الكريم قاسم التي عرفت بثورة الشواف.
- 1979 - إلغاء حكم إمبراطورية أفريقيا الوسطى واسترجاع اسم جمهورية أفريقيا الوسطى.
- 1984 -
  - انفجار سيارة مفخخة يقودها انتحاري في مبنى السفارة الأمريكية في بيروت يؤدي إلى مقتل 24 شخصًا.
  - جنود مصريون يطلقون النار على يخت إسرائيلي تسلل إلى جنوب رأس محمد في البحر الأحمر.
- 1991 - الفرنسيون يوافقون في استفتاء على معاهدة ماستريخت والتي مهدت للوحدة الأوروبية.
- 2001 - الرئيس الأمريكي جورج بوش الابن يعلن في خطاب أمام الكونغرس الحرب على الإرهاب.
- 2004 - وصول عدد المقالات في ويكيبيديا إلى مليون مقال في كافة لغات الموسوعة التي وصل عددها للمئة لغة.
- 2006 إطلاق ناسا لمسبار ستيريو من أجل إجراء قياسات خاصة بالشمس.
- 2008 - حزب المؤتمر الوطني الأفريقي الحاكم في جنوب أفريقيا يتهم الرئيس تابو إيمبيكي بالتدخل السياسي بعمل القضاء أثناء النظر بقضية اتهام جاكوب زوما بقضايا فساد ويدعوه إلى الاستقالة، والرئيس يوافق عليها.
- 2010 - وقوع معركة الحوطة بين الجيش اليمني واللجان الشعبية ضد تنظيم القاعدة.
- 2011 - اغتيال الرئيس الأفغاني السابق رئيس المجلس الأعلى للسلام برهان الدين رباني بهجوم انتحاري استهدف منزله في العاصمة الأفغانية كابل.
- 2018 - مقتل 224 شخصًا على الأقل في حادث غرق عبارة إم في نيرير التنزانية في بحيرة فيكتوريا.
- 2019 - وقوع إضراب عالمي من أجل المناخ في 150 بلدًا، في إطار احتجاجات حركة أيام الجمعة من أجل المستقبل.
- 2020 - كشف وثائق فنسن التابعة لوزارة الخزانة الأمريكية، والمتعلقة برصد معاملات مالية مشبوهة حول العالم، تقدر قيمتها بملياري دولار أمريكي.
- 2023 - وقف إطلاق النار في مرتفعات قرەباغ بوساطة روسية، بعد اشتباكات استمرت ليومين.

## مواليد
- 835 - أحمد بن طولون، مؤسس الدولة الطولونية في مصر والشام.
- 1486 - آرثر أمير ويلز، ولي عهد إنجلترا.
- 1771 - مونغو بارك، مستكشف اسكتلندي.
- 1872 - والتر إدوارد سكوت، مستكشف أمريكي.
- 1833 - إرنيستو تيودورو مونيتا، صحفي وناشط سلام إيطالي حاصل على جائزة نوبل للسلام عام1907.
- 1842 - جيمس ديوار، عالم كيميائي وفيزيائي اسكتلندي.
- 1845 - جوزيف فون كاراباسك، مستشرق نمساوي.
- 1853 - شولالون كورن، ملك تايلندي.
- 1872 - موريس غاملان، رئيس أركان القوات المسلحة الفرنسية في الحرب العالمية الثانية.
- 1878 - أبتون سنكلير، روائي وكاتب وصحفي وناشط سياسي أمريكي.
- 1909 - غلام علي رعدي آذرخشي، شاعر وحقوقي وأكاديمي إيراني.
- 1917 - عبد اللطيف البغدادي، عسكري وسياسي مصري.
- 1918 - جورج موس، مؤرخ ألماني.
- 1934 - صوفيا لورين، ممثلة إيطالية.
- 1940 -
  - تارو أسو، رئيس وزراء اليابان.
  - برهان الدين رباني، رئيس أفغانستان.
- 1944 - مجدي وهبة، ممثل مصري.
- 1956 - غاري كول، ممثل أمريكي.
- 1958 - غسان مسعود، ممثل سوري.
- 1967 - كريستين جونستون، ممثلة أمريكية.
- 1971 - هنريك لارسون، لاعب كرة قدم سويدي.
- 1976 - يوي هوريه، ممثلة أداء صوتي يابانية.
- 1979 - شين ديفيز، لاعب كرة قدم إنجليزي.
- 1980 - مهرزاد مرعشي، مغني ألماني.
- 1981 - فيليشيانو لوبيز، لاعب كرة مضرب إسباني.
- 1985 - رونالد زوبار، لاعب كرة قدم فرنسي.
- 1991 - محمد عمر، صحفي مصري

## وفيات
- 1887 - أحمد فارس الشدياق، صحفي وكاتب لبناني.
- 1941 - ميخائيل كيربونوس، قائد عسكري أوكراني سوفيتي.
- 1953 - إسماعيل آل ياسين، شاعر عراقي.
- 1957 - جان سيبيليوس، موسيقي فنلندي.
- 1971 - جيورجيوس سفريس، شاعر يوناني حاصل على جائزة نوبل في الأدب عام 1963.
- 1975 - سان جون بيرس، شاعر ودبلوماسي فرنسي حاصل على جائزة نوبل في الأدب عام 1960.
- 1992 - حكمت وهبي، ممثل ومغني ومذيع لبناني.
- 1996 - بول إيردوس، عالم رياضيات هنغاري.
- 1999 - تحية كاريوكا، راقصة شرقية وممثلة مصرية.
- 2004 - برايان كلوف، لاعب ومدرب كرة قدم إنجليزي.
- 2011 -
  - محمود صايمة، ممثل أردني.
  - برهان الدين رباني، رئيس أفغانستان.
- 2018 - محمد كريم العمراني رئيس الحكومة المغربية الأسبق.
- 2018 - فاضل برواري، قائد عسكري عراقي.

## أعياد ومناسبات
- عيد الاستقلال في أوسيتيا الجنوبية.

## وصلات خارجية
- وكالة الأنباء القطريَّة: حدث في مثل هذا اليوم.
- النيويورك تايمز: حدث في مثل هذا اليوم.
- BBC: حدث في مثل هذا اليوم.